# ヘンリー・ウィンクラー
ヘンリー・ウィンクラー（Henry Winkler, 1945年10月30日 - ）は、アメリカ合衆国の俳優、声優、映画監督、映画プロデューサー。

## 来歴
1945年、ニューヨーク市マンハッタンに生まれる。両親は第二次世界大戦時の1939年にドイツからアメリカ合衆国へ移民したユダヤ系だった。高校卒業後、エマーソン大学へ進学したのちに、イェール大学で演劇を学ぶ。その後、テレビコマーシャルなどでキャリアをスタートさせ、いくつかの企業広告などへ出演。1970年代から活動を本格化させ、テレビドラマや映画などへも出演して経験を積んだ。1974年からレギュラーキャストとして出演されたテレビシリーズ『ハッピーデイズ』で人気に火が付き、ゴールデングローブ賞を二度受賞するなど好調な滑り出しを切っている。同賞にはその他、二度別の作品でノミネートされたほか、デイタイム・エミー賞には5度ノミネートされ、そのうち1985年と2005年に受賞に至っている。1981年には功績が称えられ、ハリウッド・ウォーク・オブ・フェームも授与された。その後も精力的に活動を続けて、映画・テレビドラマそしてアニメーション作品などへ参加して俳優としての地位を不動のものにした。2018年、テレビシリーズ『バリー』で冴えない演劇教師ジーンを演じ、第70回プライムタイム・エミー賞にて助演男優賞（コメディ部門）を受賞。
俳優以外には映画プロデューサー、映画監督、テレビディレクターなどの顔も持っており、ビリー・クリスタル主演の『メモリーズ・オブ・ミー』やバート・レイノルズ主演の『Cop and ½』、NHKでもかつて放送されたシットコム『サブリナ』の2エピソードなどを監督している。

### 私生活
1978年にStacey Furstman Weitzmanと結婚し、5人の父親でもある。また、同じく俳優として活動しており、テレビドラマ『LAW & ORDER:性犯罪特捜班』などへの出演で知られるリチャード・ベルザーはいとこにあたる。

## 出演作品

### 映画
- ナイトメア Nightmare (1974) ※テレビ映画
- マンハッタン皆殺し作戦 Crazy Joe (1974)
- ブルックリンの青春 The Lord's of Flatbush (1974)
- キャサリン Katherine (1975) ※テレビ映画
- America Salutes Richard Rodgers: The Sound of His Music (1976) ※テレビ映画
- 幸福の旅路 Heroes (1977)
- ワン・アンド・オンリー The One and Only (1978)
- アメリカン クリスマス・キャロル An American Christmas Carol (1979)
- ラブ IN ニューヨーク Night Shift (1982)
- Happily Ever After (1985) ※テレビ映画
- Absolute Strangers (1991) ※テレビ映画
- One Christmas (1994) ※テレビ映画
- スクリーム Scream (1996)
- ジャックの大災難 Dad's Week Off (1997)
- 野獣教室 Detention: The Siege at Johnson High (1997) ※テレビ映画
- グランド・コントロール 乱気流 Ground Control (1998)
- ウォーターボーイ The Waterboy (1998)
- パンクス P.U.N.K.S. (1999)
- Dill Scallion (1999)
- Elevator Seeking (1999)
- リトル★ニッキー Little Nicky (2000)
- I Shaved My Legs for This (2001)
- Smart and Sober (2003)
- 穴/HOLES Holes (2003)
- Beverly Hills S.U.V. (2004)
- FRONTERZ/フロンターズ Fronterz (2004)
- バークレー Berkeley (2005)
- Unbeatable Harold (2006)
- もしも昨日が選べたら Click (2006)
- I Could Never Be Your Woman (2007)
- エージェント・ゾーハン You Don't Mess with the Zohan (2008)
- メリー・クリスマス ドレイク&ジョシュ Merry Christmas, Drake & Josh (2008) ※テレビ映画
- 愛しのカノジョはSEX中毒!? Group Sex (2010) ※ビデオ作品
- LEGO HERO Factory: Rise of the Rookies (2010) ※声の出演
- ランニング・メイツ/彼女たちの大統領選 Running Mates (2011)
- ビートルズと私 Beatles Stories (2011) ※ドキュメンタリー
- Adventures of Serial Buddies (2011)
- 闘魂先生 Mr.ネバーギブアップ Here Comes the Boom (2012)
- The Winklers (2014)
- Larry Gaye: Renegade Male Flight Attendant (2014)
- サンディ・ウェクスラー Sandy Wexler (2017)
- 弱虫スクービーの大冒険 Scoob! (2020) ※声の出演
- フランメルズの大冒険 Extinct (2021) ※声の出演
- フレンチ・ディスパッチ ザ・リバティ、カンザス・イヴニング・サン別冊 The French Dispatch (2021)
- ブラックアダム Black Adam (2022)

### テレビドラマ
- Mary Tyler Moore (1973)
- Paul Sand in Friends and Lovers (1974)
- ハッピーデイズ Happy Days (1974 - 1984)
- ローダ Rhoda (1974)
- ラバーン&シャーリー Laverne & Shirley (1976, 1979)
- The Fonz and the Happy Days Gang (1980 - 1981)
- Joanie Loves Chachi (1982)
- 冒険野郎マクガイバー MacGyver (1990)
- Dead Man's Gun (1997, 1998)
- ザ・プラクティス ボストン弁護士ファイル The Practice (1999, 2000)
- LAW & ORDER:性犯罪特捜班 Law & Order: Special Victims Unit (2002)
- ブルーズ・クルーズ Blue's Clues (2003)
- アレステッド・ディベロプメント Arrested Development (2003 - 2013)
- サード・ウォッチ Third Watch (2004)
- 女検死医ジョーダン Crossing Jordan (2005)
- Out of Practice (2005 - 2006)
- Odd Job Jack (2007)
- NUMBERS 天才数学者の事件ファイル Numb3rs (2008, 2009)
- アップ・オール・ナイト Up All Night (2012)
- 救命医ハンク セレブ診療ファイル Royal Pains (2010 - 2014)
- チルドレンズホスピタル Childrens Hospital (2010 - 2015)
- ヒーロー・ファクトリー Hero Factory (2010 - 2013)
- Newsreaders (2013)
- 大統領とバカ息子 1600 Penn (2013)
- Parks and Recreation (2013, 2014)
- ハンク ‐ちょっと特別なボクの日常‐ Hank Zipzer (2014)
- バリー Barry (2018 - 2023)

### テレビアニメ
- Mork & Mindy (1978)
- Mork & Mindy/Laverne & Shirley/Fonz Hour (1982)
- サウスパーク South Park (1998)
- ザ・シンプソンズ The Simpsons (1999)
- オジー&ドリックス Ozzy & Drix (2002)
- おおきいあかい クリフォード Clifford the Big Red Dog (2003)
- キング・オブ・ザ・ヒル King of the Hill (2004)
- Clifford's Puppy Days (2003 - 2005)
- ダック・ドジャース Duck Dodgers (2005)
- Sit Down Shut Up (2009)
- ダンVS Dan Vs. (2011)
- バットマン:ブレイブ&ボールド Batman: The Brave and the Bold (2011)
- おたすけマニー Handy Manny (2012)
- ロボット・チキン Robot Chicken (2012)
- Mad (2013)
- モンスターズ・ワーク Monsters at Work (2021 - )
- ヒューマン・リソース・モンスターズ Human Resources (2022)

### 監督作品
- メモリーズ・オブ・ミー Memories of Me (1988)
- Cop and ½ (1993)
- クルーレス Clueless (1997) ※テレビドラマ
- サブリナ Sabrina, the Teenage Witch (2000, 2002)

### 製作総指揮
- SFスターフライトI Starflight: The Plane That Couldn't Land (1983)
- シュア・シング The Sure Thing (1985)
- 冒険野郎マクガイバー MacGyver (1985 - 1992) ※テレビドラマ
- ゴーストマンション Sightings: Heartland Ghost (2002) ※テレビ映画
- どこかでなにかがミステリー Unexplained Mysteries (2003) ※テレビドラマ

## 参照
1. ↑  http://www.scotsman.com/news/welcome-to-my-world-henry-winkler-1-1352707
2. 1 2 3  “Henry Winkler Biography”. 2014年7月26日閲覧。
3. ↑  https://www.imdb.com/name/nm0001857/awards/?ref_=nm_awd